# Adrenalin
Adrenaline, còn được gọi là epinephrine, là một loại hormone và thuốc có liên quan đến việc điều chỉnh các chức năng nội tạng (ví dụ: hô hấp). Adrenaline thường được cả tuyến thượng thận và một số lượng nhỏ tế bào thần kinh trong tủy sống tạo ra. Nó đóng một vai trò quan trọng trong phản ứng chiến hoặc chạy bằng cách tăng lưu lượng máu đến các cơ, lượng máu tim bơm ra bằng cách tác động lên nút xoang, phản ứng giãn nở đồng tử và lượng đường trong máu. Adrenaline thực hiện điều này bằng cách liên kết với các thụ thể alpha và beta. Nó được tìm thấy ở nhiều loài động vật và một số sinh vật đơn bào. Nhà sinh lý học người Ba Lan, Napoléon Cybulski lần đầu tiên phân lập được adrenaline vào năm 1895.

## Ứng dụng trong y tế
Với tư cách một loại thuốc, adrenaline được sử dụng để điều trị một số tình trạng bao gồm sốc phản vệ, ngừng tim và chảy máu nông. Adrenaline dạng hít có thể được sử dụng để cải thiện các triệu chứng của bệnh viêm nắp thanh quản. Nó cũng có thể được sử dụng cho bệnh hen suyễn khi các phương pháp điều trị khác không hiệu quả. Adrenaline được tiêm vào tĩnh mạch, tiêm vào cơ, hít vào hoặc tiêm ngay dưới da. Các tác dụng phụ thường gặp bao gồm run rẩy, lo lắng và đổ mồ hôi. Nhịp tim nhanh và huyết áp cao có thể xảy ra. Đôi khi nó có thể dẫn đến nhịp tim bất thường. Mặc dù sự an toàn của việc sử dụng nó trong thời kỳ mang thai và cho con bú là không rõ ràng, nhưng lợi ích cho người mẹ phải được tính đến.
Một trường hợp đã được thực hiện để sử dụng truyền adrenaline thay thế cho việc điều trị chứng co thắt mạch máu được chấp nhận rộng rãi cho trẻ sinh non bị tổn thương tim mạch trên lâm sàng. Mặc dù có đầy đủ dữ liệu khuyến nghị truyền adrenaline như một phương pháp điều trị khả thi, nhưng vẫn cần nhiều thử nghiệm hơn để xác định một cách chắc chắn rằng những dịch truyền này sẽ làm giảm thành công tỷ lệ mắc bệnh và tử vong ở trẻ sinh non, bị tổn thương tim mạch.

## Tác động sinh lý
Tủy tuyến thượng thận đóng góp một phần nhỏ vào tổng số catecholamine trong hệ tuần hoàn (L -DOPA có nồng độ cao hơn trong huyết tương), mặc dù nó tiết ra hơn 90% adrenaline lưu hành trong cơ thể. Ít adrenaline được tìm thấy trong các mô khác, chủ yếu là trong các tế bào chromaffin rải rác, và trong một số ít tế bào thần kinh sử dụng adrenaline làm chất dẫn truyền thần kinh. Sau khi cắt bỏ cả hai tuyến thượng thận, adrenaline giảm xuống dưới mức giới hạn phát hiện trong máu.
Liều dược lý của adrenaline kích thích các thụ thể phụ α1, α2, β1, β2 và β3 của hệ thần kinh giao cảm. Các thụ thể thần kinh giao cảm được phân loại là adrenergic, dựa trên khả năng đáp ứng của chúng với adrenaline. Thuật ngữ "adrenergic" thường bị hiểu sai ở chỗ chất dẫn truyền thần kinh giao cảm chính là noradrenaline, thay vì adrenaline, như được bởi Ulf von Euler phát hiện năm 1946. Adrenaline có tác dụng trung gian lên thụ thể phụ β2 trong quá trình chuyển hóa và hít thở, không có kết nối thần kinh trực tiếp từ hạch giao cảm với đường thở.
Khái niệm về tủy thượng thận và hệ thần kinh giao cảm tham gia vào quá trình chạy, chiến đấu và phản ứng sợ hãi ban đầu được Walter Bradford Cannon đề xuất. Nhưng tủy thượng thận, ngược lại với vỏ thượng thận, không cần thiết để con người có thể tồn tại. Ở những bệnh nhân bị cắt hết tủy thượng thận, các phản ứng huyết động và chuyển hóa đối với các kích thích như hạ đường huyết và tập thể dục vẫn bình thường.

### Tập thể dục
Một kích thích sinh lý để cơ thể tiết adrenaline là tập thể dục. Điều này lần đầu tiên được chứng minh bằng cách đo sự giãn nở của đồng tử mèo trên máy chạy bộ, sau đó được xác nhận bằng cách sử dụng một xét nghiệm sinh học trên các mẫu nước tiểu. Các phương pháp sinh hóa để đo catecholamine trong huyết tương đã được công bố từ năm 1950 trở đi. Mặc dù nhiều công trình có giá trị đã được công bố bằng cách sử dụng các xét nghiệm đo flo để đo tổng nồng độ catecholamine, nhưng phương pháp này quá không đặc hiệu và không nhạy để xác định chính xác số lượng rất nhỏ của adrenaline trong huyết tương. Sự phát triển của các phương pháp chiết xuất và các thử nghiệm enzym phóng xạ-đồng vị dẫn xuất enzym (REA) đã làm biến đổi phép phân tích xuống độ nhạy 1 picogram đối với adrenaline. Các xét nghiệm huyết tương REA ban đầu chỉ ra rằng adrenaline và tổng số catecholamine tăng muộn khi vận động, chủ yếu là khi bắt đầu chuyển hóa kỵ khí.
Trong khi tập thể dục, nồng độ adrenaline trong máu tăng lên một phần do sự tăng tiết của tủy thượng thận và một phần do giảm chuyển hóa adrenaline do giảm lượng máu đến gan. Việc tăng nồng độ của adrenaline để tập thể dục tạo ra nồng độ adrenaline lưu hành trong máu khi nghỉ ngơi ít có tác dụng huyết động, trừ một lượng giảm nhỏ thông qua thụ thể β2 trong huyết áp tâm trương. Truyền adrenaline trong giới hạn mức sinh lý sẽ ngăn chặn phản ứng quá mức đường thở của con người đủ để đối kháng với tác dụng co thắt của histamine được hít vào.
Mối liên hệ giữa hệ thần kinh giao cảm và phổi đã được chỉ ra vào năm 1887 khi Grossman chỉ ra rằng sự kích thích các dây thần kinh điều hòa tim làm đảo ngược sự co thắt đường thở do muscarine gây ra. Trong các thí nghiệm ở chó, nơi chuỗi giao cảm bị cắt ngang với cơ hoành, Jackson cho thấy rằng không có hoạt động giao cảm trực tiếp đến phổi, nhưng sự co thắt phế quản đã được đảo ngược bằng cách giải phóng adrenaline từ tủy thượng thận. Không có báo cáo về việc gia tăng tỷ lệ mắc bệnh hen suyễn đối với những bệnh nhân bị cắt tuyến thượng thận; những người có khuynh hướng mắc bệnh hen suyễn sẽ được bảo vệ khỏi tình trạng tăng phản ứng đường thở từ liệu pháp thay thế corticosteroid. Tập thể dục làm giãn đường thở tiến triển ở những người bình thường tương quan với khối lượng công việc và không bị chặn beta ngăn cản. Sự giãn dần của đường thở khi tăng cường vận động được sự giảm dần trương lực phế vị khi ở trạng thái nghỉ điều hòa. Việc chặn beta với propranolol gây ra sự phục hồi sức cản đường thở sau khi tập thể dục ở những người bình thường trong cùng thời gian với sự co thắt phế quản được thấy ở bệnh hen suyễn do tập thể dục. Sự giảm sức cản của đường thở khi vận động làm giảm lực khi hô hấp.

### Phản ứng mang tính cảm xúc
Mọi phản ứng cảm xúc đều có thành phần hành vi, thành phần sinh lý và thành phần nội tiết tố. Thành phần nội tiết tố bao gồm việc giải phóng adrenaline, một phản ứng tuyến thượng thận tạo ra để phản ứng với căng thẳng và được hệ thống thần kinh giao cảm kiểm soát. Cảm xúc chính được nghiên cứu liên quan đến adrenaline là sợ hãi. Trong một thử nghiệm, những đối tượng được tiêm adrenaline biểu hiện những biểu hiện tiêu cực hơn và ít biểu hiện tích cực hơn đối với những bộ phim sợ hãi so với nhóm đối chứng. Những đối tượng này cũng cho biết họ sợ hãi dữ dội hơn từ các bộ phim và cường độ ký ức tiêu cực lớn hơn so với các đối tượng đối chứng. Những phát hiện từ nghiên cứu này chứng minh rằng có những mối liên hệ đã học được giữa cảm giác tiêu cực và mức adrenaline. Nhìn chung, lượng adrenaline lớn hơn có tương quan thuận với trạng thái kích thích của cảm giác tiêu cực. Những phát hiện này một phần có thể là do adrenaline gây ra các phản ứng giao cảm sinh lý bao gồm nhịp tim tăng và rung đầu gối, có thể là do cảm giác sợ hãi bất kể mức độ sợ hãi thực sự được gợi ra từ video. Mặc dù các nghiên cứu đã tìm ra mối liên hệ chắc chắn giữa adrenaline và nỗi sợ hãi, nhưng những cảm xúc khác lại không có kết quả như vậy. Trong cùng một nghiên cứu, các đối tượng không thể hiện sự thích thú hơn đối với một bộ phim giải trí cũng như sự tức giận lớn hơn đối với một bộ phim gây tức giận. Những phát hiện tương tự cũng được hỗ trợ trong một nghiên cứu liên quan đến các loài gặm nhấm có khả năng hoặc không thể sản xuất adrenaline. Các phát hiện ủng hộ ý kiến cho rằng adrenaline có vai trò tạo điều kiện thuận lợi cho việc mã hóa các sự kiện kích thích cảm xúc, góp phần làm tăng mức độ kích thích do sợ hãi.

### Trí nhớ
Người ta đã phát hiện ra rằng các hormone adrenergic, chẳng hạn như adrenaline, có thể tạo ra sự tăng cường khả năng ghi nhớ dài hạn ở người. Việc giải phóng adrenaline do các sự kiện căng thẳng về mặt cảm xúc, là adrenaline nội sinh, có thể điều chỉnh quá trình củng cố trí nhớ về các sự kiện đó, đảm bảo sức mạnh của trí nhớ tỷ lệ thuận với tầm quan trọng của trí nhớ. Hoạt động adrenaline sau khi học cũng tương tác với mức độ kích thích liên quan đến mã hóa ban đầu. Có bằng chứng cho thấy adrenaline có vai trò đặc biệt trong việc thích ứng với căng thẳng lâu dài và mã hóa trí nhớ cảm xúc. Adrenaline cũng có thể đóng một vai trò trong việc nâng cao trí nhớ kích thích và sợ hãi trong các tình trạng bệnh lý cụ thể bao gồm rối loạn căng thẳng sau chấn thương. Nhìn chung, "Bằng chứng phong phú chỉ ra rằng epinephrine (EPI) điều chỉnh quá trình củng cố trí nhớ để thực hiện các nhiệm vụ khơi dậy cảm xúc ở động vật và đối tượng là người." Các nghiên cứu cũng phát hiện ra rằng trí nhớ nhận biết liên quan đến adrenaline phụ thuộc vào cơ chế phụ thuộc vào thụ thể phụ β. Adrenaline không dễ dàng vượt qua hàng rào máu não, vì vậy tác dụng của nó đối với việc củng cố trí nhớ ít nhất cũng được khởi xướng một phần bởi các thụ thể adrenaline β ở ngoại vi. Các nghiên cứu đã phát hiện ra rằng sotalol, một chất chẹn β adrenoceptor cũng không dễ dàng xâm nhập vào não, ngăn chặn tác động tăng cường của adrenaline sử dụng ngoại vi đối với trí nhớ. Những phát hiện này cho thấy rằng thụ thể adrenaline β là cần thiết để adrenaline có tác dụng củng cố trí nhớ.